# Aleix García (Ruderer)

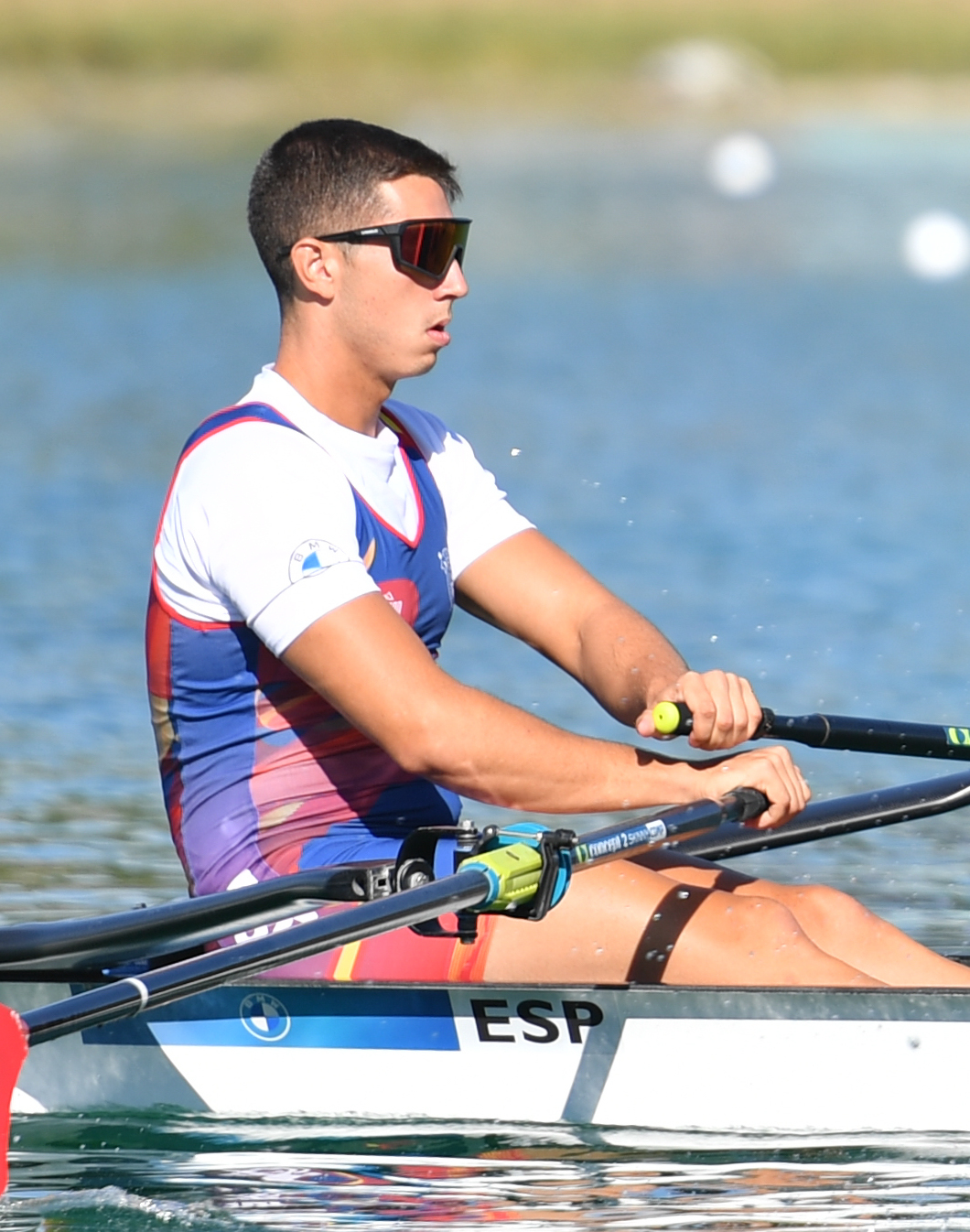
Aleix García bei den Europameisterschaften 2022

Aleix García Pujolar (* 10. Juni 2000 in Girona) ist ein spanischer Ruderer. Er gewann bis 2024 eine Silbermedaille bei Weltmeisterschaften und zwei Silbermedaillen bei Europameisterschaften.

## Sportliche Karriere
García war im Juniorenbereich Teilnehmer der Junioren-Weltmeisterschaften 2018 und der U23-Weltmeisterschaften 2019, verpasste mit dem spanischen Vierer ohne Steuermann aber jeweils das A-Finale. 2021 versuchten Rodrigo Conde und Aleix García, sich im Doppelzweier für die Olympischen Spiele in Tokio zu qualifizieren. Sie belegten in der entscheidenden Regatta den vierten Platz, nur die ersten beiden Boote erruderten das Olympiaticket.
2022 belegten Conde und García bei den Europameisterschaften in München den zweiten Platz hinter Martin und Valent Sinković aus Kroatien. Bei den Weltmeisterschaften in Račice u Štětí siegten die Franzosen Hugo Boucheron und Matthieu Androdias vor den beiden Spaniern. 2023 erreichten Conde und García bei den Europameisterschaften in Bled den fünften Platz. Ebenfalls Fünfte wurden die beiden Spanier bei den Weltmeisterschaften in Belgrad. 2024 siegten bei den Europameisterschaften in Szeged die Rumänen Andrei Cornea und Marian Enache. Mit sechseinhalb Sekunden Rückstand auf die Rumänen gewannen Conde und García die Silbermedaille knapp vor dem deutschen Doppelzweier. Bei den Olympischen Spielen 2024 in Paris traten 13 Doppelzweier an. Conde und García ruderten im Finale auf den fünften Platz und hatten über fünf Sekunden Rückstand auf die Drittplatzierten.